# Miturgidae
Famille
Synonymes
- Zoridae F. O. Pickard-Cambridge, 1893

Les Miturgidae sont une famille d'araignées aranéomorphes.

## Distribution

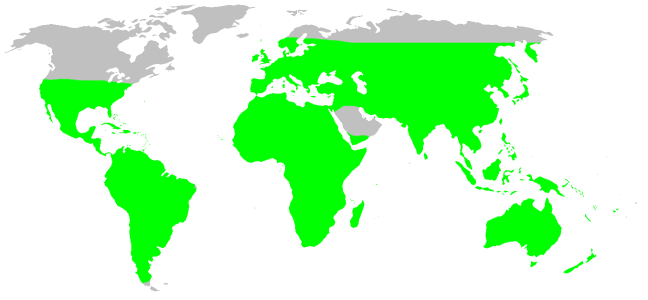
Distribution

Les espèces de cette famille se rencontrent sur tous les continents sauf aux pôles.

## Paléontologie
Cette famille est connue depuis le Paléogène.

## Liste des genres
Selon World Spider Catalog (version 26, 29/07/2025) :
- Argoctenus L. Koch, 1878
- Coryssiphus Simon, 1903
- Diaprograpta Simon, 1909
- Elassoctenus Simon, 1909
- Eupograpta Raven, 2009
- Hestimodema Simon, 1909
- Israzorides Levy, 2003
- Knotodo Raven, 2023
- Mituliodon Raven & Stumkat, 2003
- Miturga Thorell, 1870
- Miturgiella Raven, 2023
- Miturgopelma Raven, 2023
- Mitzoruga Raven, 2009
- Nuliodon Raven, 2009
- Odomasta Simon, 1909
- Palicanus Thorell, 1897
- Parapostenus Lessert, 1923
- Prochora Simon, 1886
- Pseudoceto Mello-Leitão, 1929
- Septsigilla H. B. Zhang & F. Zhang, 2025
- Simonus Ritsema, 1881
- Syrisca Simon, 1886
- Syspira Simon, 1895
- Systaria Simon, 1897
- Tamin Deeleman-Reinhold, 2001
- Teminius Keyserling, 1887
- Thasyraea L. Koch, 1878
- Tuxoctenus Raven, 2008
- Xantharia Deeleman-Reinhold, 2001
- Xeromiturga Raven, 2023
- Xistera Raven, 2023
- Zealoctenus Forster & Wilton, 1973
- Zora C. L. Koch, 1847

Selon World Spider Catalog (version 23.5, 2023) :
- † Zorapostenus Wunderlich, 2008

## Systématique et taxinomie
Cette famille a été décrite par Simon en 1886 comme une sous-famille des Drassidae.
Elle rassemble 193 espèces dans 33 genres.
Les Zoridae ont été placées en synonymie par Ramírez en 2014.

## Publication originale
- Simon, 1886 : « Études arachnologiques. 18e Mémoire. XXVI. Matériaux pour servir à la faune des Arachnides du Sénégal. (Suivi d'une appendice intitulé: Descriptions de plusieurs espèces africaines nouvelles). » Annales de la Société Entomologique de France, sér. 6, vol. 5, p. 345-396 (texte intégral).